# Utica (Ohio)
Utica és una població dels Estats Units a l'estat d'Ohio. Segons el cens del 2000 tenia 2.130 habitants.

## Demografia
Segons el cens del 2000, Utica tenia 2.130 habitants, 822 habitatges, i 569 famílies. La densitat de població era de 483,8 habitants per km².
Dels 822 habitatges en un 35,6% hi vivien nens de menys de 18 anys, en un 52,8% hi vivien parelles casades, en un 12,9% dones solteres, i en un 30,7% no eren unitats familiars. En el 27,6% dels habitatges hi vivien persones soles el 12% de les quals corresponia a persones de 65 anys o més que vivien soles. El nombre mitjà de persones vivint en cada habitatge era de 2,51 i el nombre mitjà de persones que vivien en cada família era de 3,05.
Per edats la població es repartia de la següent manera: un 26,8% tenia menys de 18 anys, un 7,9% entre 18 i 24, un 29,1% entre 25 i 44, un 20,7% de 45 a 60 i un 15,5% 65 anys o més.
L'edat mediana era de 36 anys. Per cada 100 dones de 18 o més anys hi havia 88,9 homes.
La renda mediana per habitatge era de 34.238 $ i la renda mediana per família de 40.750 $. Els homes tenien una renda mediana de 31.281 $ mentre que les dones 23.243 $. La renda per capita de la població era de 16.811 $. Aproximadament el 4,7% de les famílies i el 6,2% de la població estaven per davall del llindar de pobresa.

## Poblacions més properes
El següent diagrama mostra les poblacions més properes.